# الشعيطات
الشعيطات هي عشيرة عربية سنية من قبيلة العقيدات الزبيدية واقعة في محافظة دير الزور شرق سوريا. ويبلغ عددها بين 70،000 إلى 90،000 ويقودها الشيخ رافع عكلة الرجو. ونخوتهم عيال الأبرز.

## الصراع مع الدولة الإسلامية
كانت قبيلة الشعيطات منذ يوليو 2014 في صراع مع الدولة الإسلامية. حاربت القبيلة على الاحتفاظ بالسيطرة على المنطقة ضد تعديات من قبل الدولة الإسلامية في 2014 لكنها هزمت. فيما بعد كانوا قادرين على طرد الدولة الإسلامية مرة أخرى ولكن في النهاية خسرت المعركة.
في أغسطس 2014، ارتكب مقاتلو الدولة الإسلامية مجزرة رميا بالرصاص، وقطع الرؤوس والصلب بنحو 700 من أفراد قبيلة الشعيطات خلال فترة ثلاثة أيام. أصبح من أكثر الفظائع دموية التي ارتكبتها الدولة الإسلامية في سوريا. منطقة أبو حمام بين الميادين وهجین، حيث أجزاء هامة من قبيلة تسكن، تم التخلي عنها إلى جانب العديد من الجثث التي ما زالت غير محصلة.
في منتصف ديسمبر 2014، أفيد بأن مقبرة جماعية مع نحو 230 من رجال قبيلة الشعيطات في محافظة دير الزور تم العثور عليها من قبل ذويهم. وبذلك يصل عدد أفراد قبيلة الشعيطات الذين قتلوا على يد الدولة الإسلامية منذ صيف 2014 إلى أكثر من 900. تباهت دعاية الدولة الإسلامية في عام 2015 بشأن عودة بعض مدنيي الشعيطات ولكن لا تزال تركز على المعارضة القبلية المتواصلة.